# Filips de Stoute
Filips II de Stoute (Frans: Philippe II le Hardi) (Pontoise, 17 januari 1342 — Halle, 27 april 1404) was hertog van Bourgondië en graaf-gemaal van Vlaanderen, Artois en het vrijgraafschap Bourgondië. Als vierde en jongste zoon van koning Jan II van Frankrijk en Bonne van Luxemburg, werd hij de stamvader van de Bourgondische hertogelijke dynastie, een zijtak van het huis Valois. Hij was landsheer van zo veel gebieden dat hij zonder concurrentie de eerste pair aan het Franse hof was. Door zijn huwelijk met Margaretha van Male legde hij de basis voor de Bourgondisch-Nederlandse staat, die onder zijn opvolgers tot de vereniging van de Nederlanden zou leiden en de macht van de Franse koning naar de kroon zou steken. 
Zijn bijnaam "de Stoute" moet begrepen worden als stoutmoedig, dapper, en slaat dus niet op ondeugendheid. 

## Leven
Reeds als kind onderscheidde Filips zich door zijn heldhaftig karakter. Zijn bijnaam dankte hij aan zijn moedig optreden tijdens de Frans (huis Valois) Engelse (huis Plantagenet) Honderdjarige Oorlog over de troon van Frankrijk. De bijnaam kan volgens verschillende kroniekschrijverstoegeschreven worden aan Filips' moedige gedrag tijdens de Slag bij Poitiers. Hij zou zijn vader Jan II, de koning van Frankrijk, daarin op gevaar van eigen leven hebben bijgestaan. Tijdens deze veldslag in 1356 stond hij als 14-jarige knaap aan de zijde van zijn vader en wist hem door zijn alertheid en raadgevingen van zijn kunnen te overtuigen. Niettemin moest het Franse leger het onderspit delven en werd Filips samen met zijn vader krijgsgevangen gemaakt door de Engelsen. Toen hij hoorde hoe een Engelse edelman zich laatdunkend uitliet over de koning van Frankrijk, verkocht hij deze spontaan een slag in het gezicht. Hoewel deze beweringen van kroniekschrijvers niet zonder meer kunnen worden aanvaard, nemen ook hedendaagse historici ze vaak over. Vader en zoon verbleven verder als gevangenen van koning Eduard III te Londen, totdat in 1360 het Verdrag van Brétigny werd ondertekend.
De periode van de Bourgondische hertogen uit het Franse koningsgeslacht Valois ving aan toen Jan II in 1361 het hertogdom Bourgondië erfde. Het welvarende Bourgondië werd in die dagen zwaar op de proef gesteld: een pestepidemie decimeerde de bevolking en velde ook de kinderloze hertog Filips van Rouvres, een jongen van amper vijftien. Zijn nauwste nog levende verwant was de Franse koning. Deze was er als de kippen bij om in Dijon zijn erfenis op te eisen.

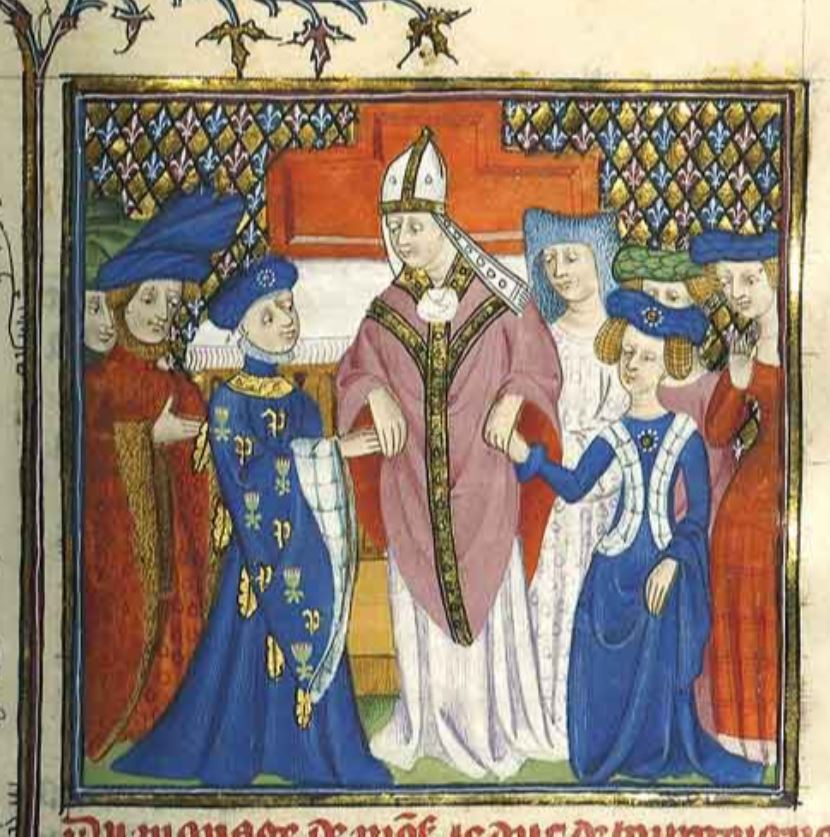
Huwelijk met Margaretha van Male in de Sint-Baafsabdij

Als jongste zoon van Jan II van Frankrijk kwam Filips niet in aanmerking voor de troonopvolging in Frankrijk. Toch kreeg hij in 1363, als bedanking voor Filips steun in de Slag bij Poitiers, van zijn vader het hertogdom Bourgondië (met hoofdstad Dijon). Die gift was nogal uitzonderlijk, omdat ze geen apanage was, en dus niet terugkwam bij een gebrek aan mannelijke erfgenamen. Het was in volle eigendom geschonken aan zijn jongste zoon, die daarmee dus zijn eigen dynastie begon. Jaren later, in 1477 na het overlijden van Karel de Stoute bij de Slag bij Nancy, probeerde Lodewijk XI Bourgondië weer toe te voegen aan het Franse koninkrijk onder de claim dat het wel een 'apanage' was geweest, en het hertogdom dus terug kwam aan de Franse koning. Dit aangezien Maria van Bourgondië als vrouw was uitgesloten als erfgenaam.
Vanaf zijn aanstelling te Dijon koesterde Filips de ambitie om zijn gebied uit te breiden. Zijn oog viel op het aangrenzende graafschap Bourgondië (met hoofdstad Besançon), later gekend als het Franche-Comté. Sinds de opdeling van het rijk van Karel de Grote behoorde het Comté (= graafschap) tot het Heilige Roomse Rijk, maar Filips beschouwde het als le complément obligé van het hertogdom Bourgondië. Om zijn doel te bereiken paste hij een beproefde strategie toe: de huwelijkspolitiek. Het Comté behoorde toe aan Margaretha van Frankrijk (1310-1382), afkomstig uit het in mannelijke lijn uitgestorven koningsgeslacht Capet. Margaretha erfde als groottante het andere deel van de erfenis van Filips van Rouvres. Zoon Lodewijk van Male, graaf van Vlaanderen (r. 1346-1384) en later enige dochter Margaretha van Male zou het erven. Margaretha zelf was nog verloofd geweest met de jonge hertog Filips van Rouvres. Filips trad in 1369 te Gent op luisterrijke wijze in het huwelijk met Margaretha van Male. Dat er aan de grootse Bourgondische feestelijkheden een stevig prijskaartje hing, kon Filips niet deren: via zijn echtgenote was hij nu erfgenaam van het rijke Vlaanderen, in die dagen het welvarendste gebied in Europa. Ook Lodewijk van Male was tevreden: de transactie had zijn schatkist immers honderdduizend pond zwaarder gemaakt. Het huwelijk vond plaats op 19 juni in de kerk van de Sint-Baafsabdij. Filips de Stoute maakte van de gelegenheid gebruik om contacten te leggen met de elite van de belangrijkste steden in Vlaanderen. Zo bezocht hij Rijsel (Lille), Ieper, Brugge, Damme en Sluis.
Tijdgenoten beweren dat Filips niet echt aantrekkelijk was. Wel straalde hij energie en vitaliteit uit. Hij was groot en atletisch gebouwd, donker van huid, met felle, beweeglijke ogen. Hij vertoonde een typische trek van de Valois, een grote neus en zijn onderkaak sprong enigszins vooruit. Hij reed heel graag te paard, reisde in drie dagen van Dijon naar Parijs, en vandaar weer naar Vlaanderen en als hij niet op reis was ging hij jagen. De avonden bracht hij vaak door met balspel (‘jeu de paume’) of dobbelen. Hij maakte graag indruk met zijn uiterlijk, zijn kleding en zijn manier van leven. Een gouden ketting met een adelaar en een leeuw die zijn lijfspreuk En Loyauté droegen, gevat in parels en edelstenen, behoorde tot zijn geliefde juwelen. Hij ging graag mooi gekleed, veranderde vaak van kleding en verzorgde zijn lichaam. Hij baadde elke avond met geparfumeerd water, in die tijd echt uitzonderlijk. Hij hield van zijn echtgenote Margaretha en verwende haar met geschenkjes, juwelen en bosjes bloemen (margrieten). Hun ineengestrengelde initialen “P & M” liet hij overal aanbrengen, op wandkleden, tot zelfs op het beeldhouwwerk van Dijon en Champmol. Ook hield de praalzuchtige Filips van feesten en lekker eten, het begin van het spreekwoordelijke “Bourgondische” hofleven. Hij bouwde zich te Dijon een groot paleis waar hij, omringd door Vlaamse schilders en beeldhouwers, er een luxueuze hofhouding op nahield. Zijn bibliotheek is vermaard om zijn kostbare handschriften.

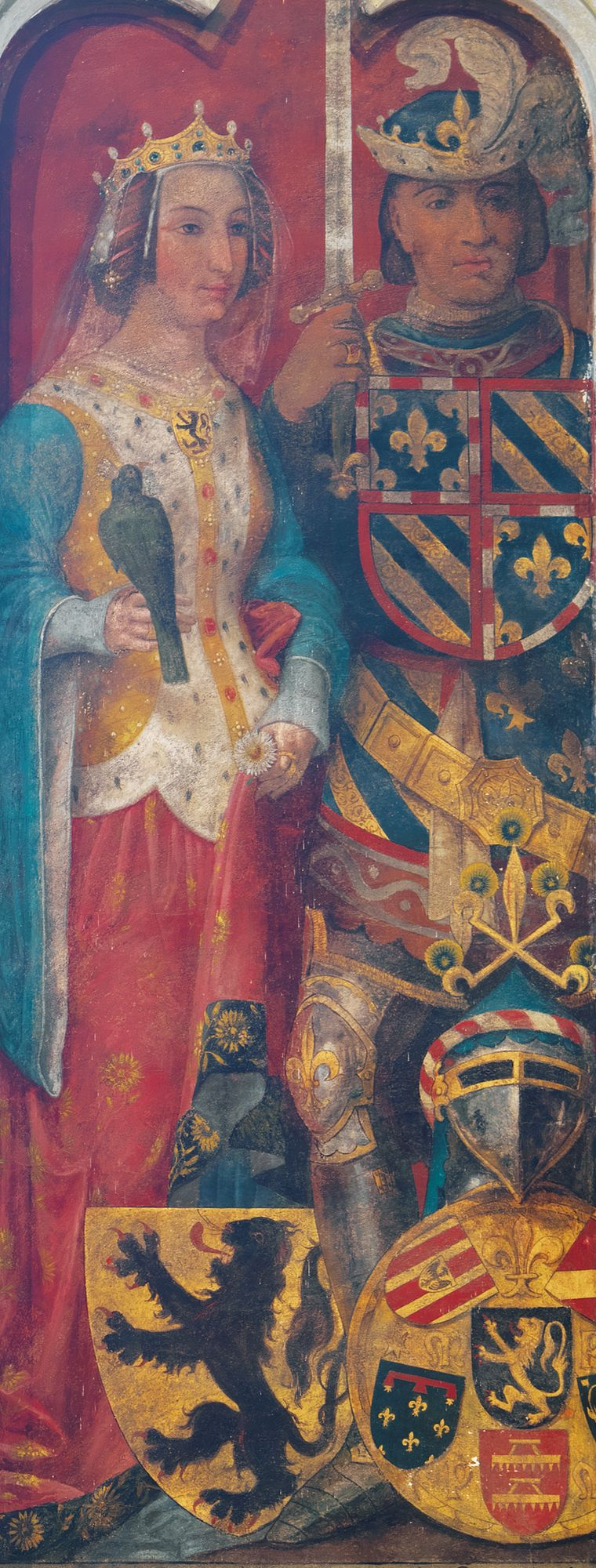
Filip en Margaretha weergegeven in de Gravenkapel te Kortrijk

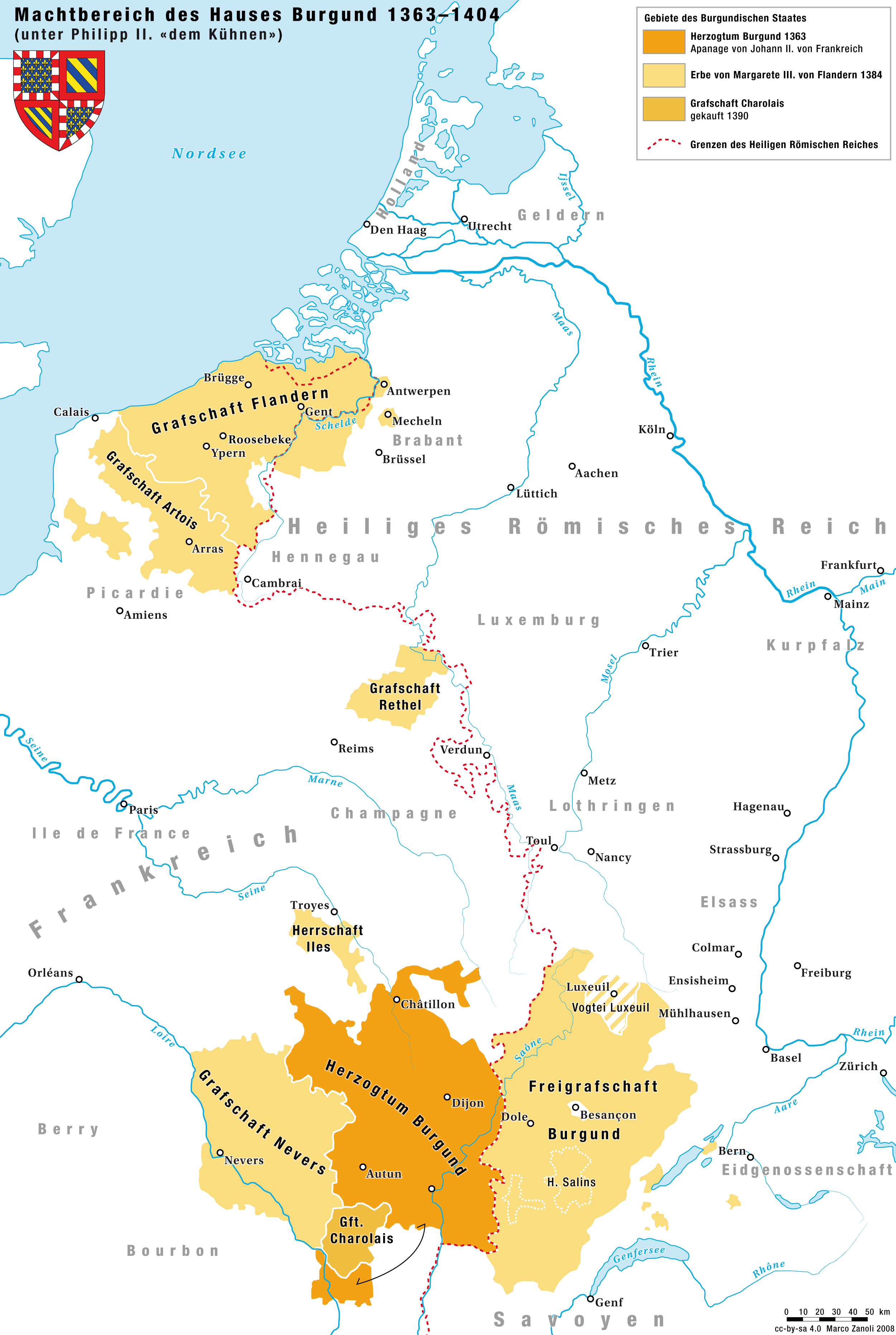
Het machtsgebied van Filips de Stoute. De landen van herwaarts over en van derwaarts over tekenen zich reeds af, en ook de ligging in het koninkrijk Frankrijk c.q. het Heilig Roomse Rijk is zichtbaar.

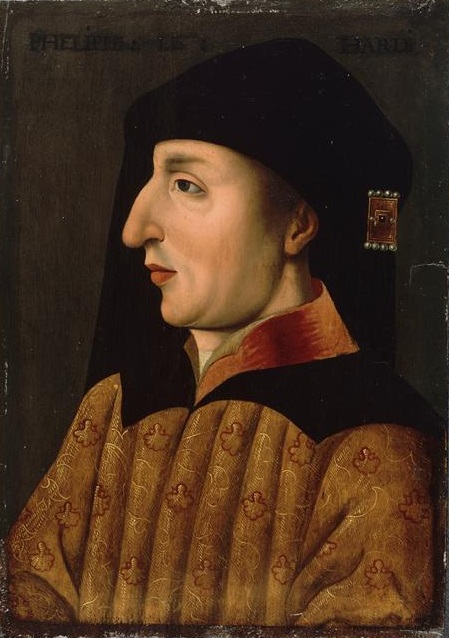
16e-eeuws portret uit het Hospice Comtesse van Rijsel

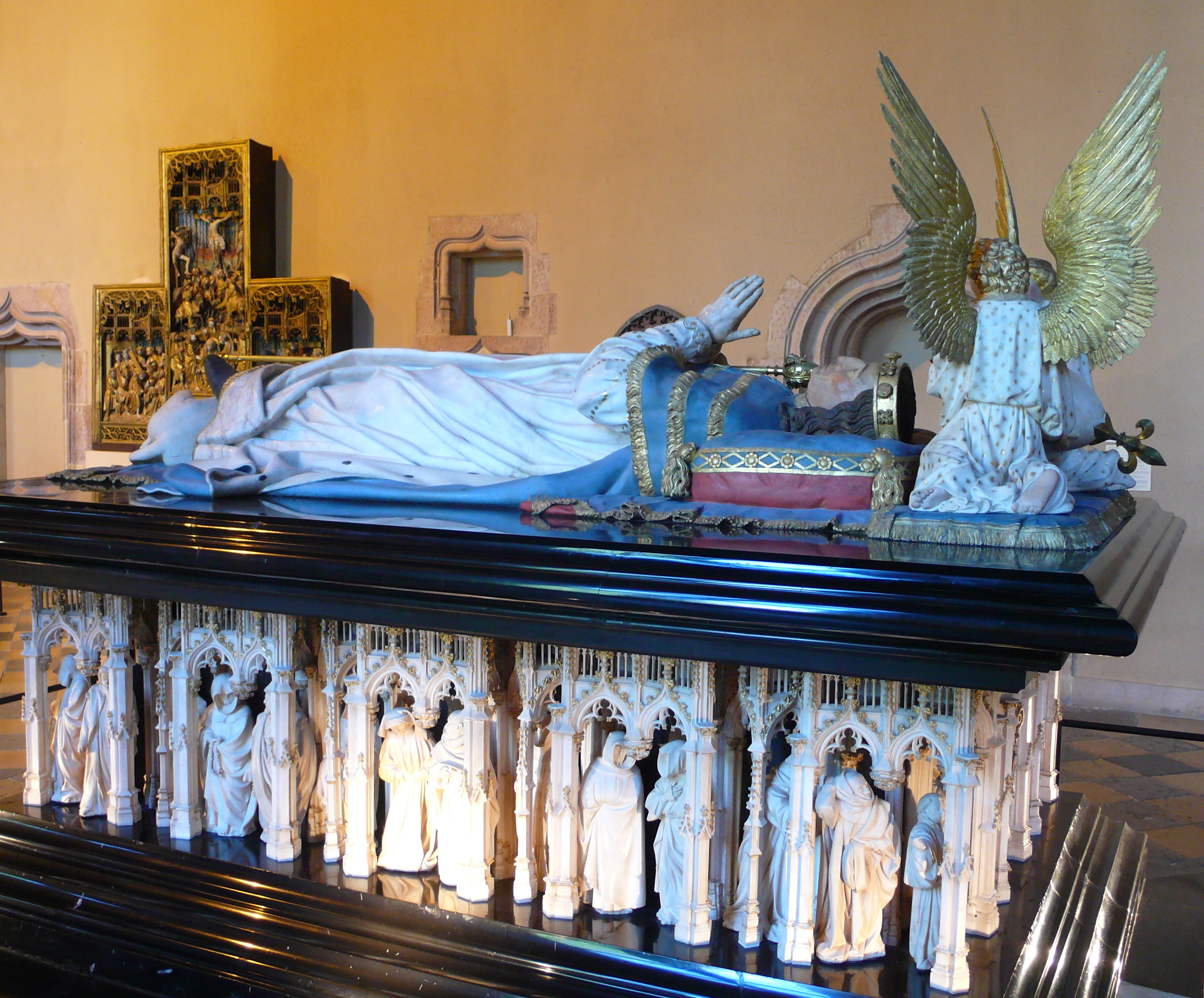
Graf van Filips de Stoute in het hertogelijk paleis van Dijon

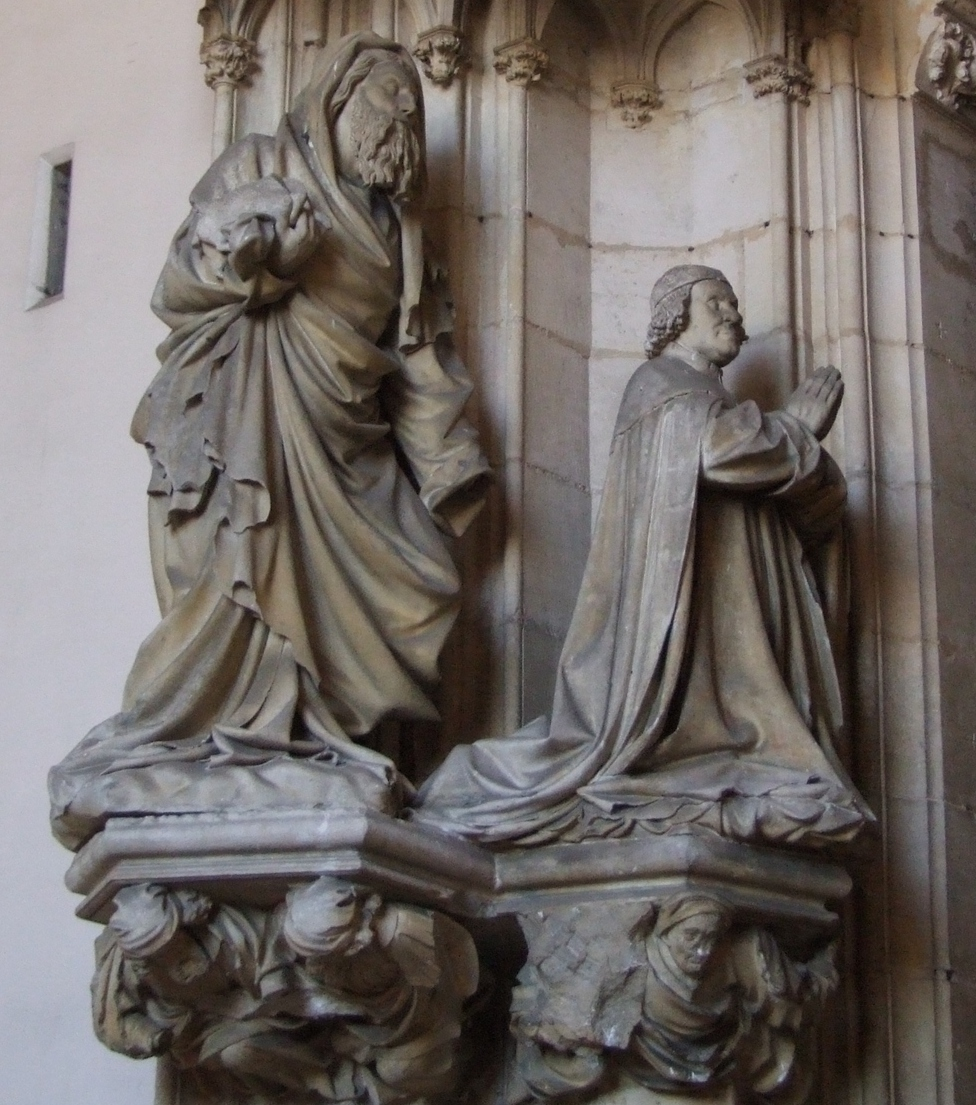
Knielende Filips de Stoute met zijn patroonheilige, afgebeeld door Jean de Marville in het portaal van Champmol

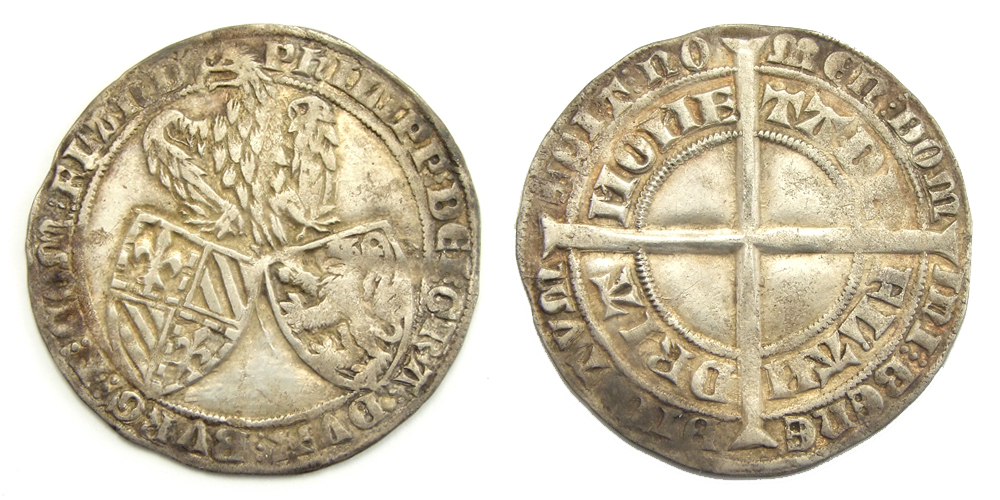
Vlaanderen, Gent, dubbele groot, type Jangelaar, geslagen onder Filips de Stoute (1384-1404) met de wapenschilden van Bourgondië en Vlaanderen.

Op 28 mei 1371 werd te Dijon de eerste zoon van Filips de Stoute en Margaretha van Male geboren: 
- Jan zonder Vrees, getrouwd met Margaretha van Beieren (Dubbelhuwelijk van Kamerijk) in 1385[11]

Nog zeven kinderen zouden volgen: vier dochters 
- Margaretha (1374-1441), getrouwd met Willem VI van Holland in 1385 (Dubbelhuwelijk van Kamerijk)
- Catharina (1378-1425), getrouwd met hertog Leopold IV van Habsburg in 1393
- Bonne (1379-1398), verloofd met Jan I van Bourbon
- Maria (1386-1422), 1401 getrouwd met Amadeus VIII van Savoye[12]

en drie zonen: 
- Karel (1372-1373)
- Anton (1384-1415), gesneuveld in de Slag bij Azincourt[11]
- Filips (1389-1415), gesneuveld in de Slag bij Azincourt[11]

Filips gunde zijn kinderen weinig vrijheid. Hij bekommerde zich om hun opvoeding en regelde hun huwelijken. Zelfs de erfprins Jan diende zich op officiële aangelegenheden aan vooraf gedicteerde regels en uitspraken te houden.
Heel zijn leven bleef Filips de Stoute uitkijken naar kansen om zijn macht en invloed uit te breiden, zo mogelijk tot in Parijs. Die gelegenheid bood zich aan toen zijn broer koning Karel V in 1380 overleed en opgevolgd werd door zijn zoontje Karel VI, een kind van twaalf, later bijgenaamd de Waanzinnige. Van 1380 tot 1388 was Filips de leidende figuur in de voogdijraad die het bestuur over Frankrijk uitoefende tijdens de minderjarigheid van zijn neefje. Gedurende deze periode verbleef hij haast uitsluitend te Parijs: het beheer van zijn eigen gebieden liet hij over aan Margaretha. Naast Filips zaten in deze raad ook zijn broers Jan van Berry en Lodewijk I van Anjou. Van deze bevoorrechte positie maakte Filips gebruik om de koning ertoe te bewegen het Franse leger in te zetten in de Slag bij Westrozebeke (29 november 1382), om de Gentse opstand onder leiding van Filips van Artevelde tegen zijn schoonvader graaf Lodewijk van Male neer te slaan en op die manier zijn Vlaamse erfenis veilig te stellen, zonder dat het hem een cent kostte. De dichte Vlaamse mist stak het Franse leger een handje toe om de Witte Kaproenen een lesje te leren. Kortrijk werd met de grond gelijk gemaakt. Pas in 1385, toen hij reeds graaf van Vlaanderen was na de dood van Lodewijk in 1384, versloeg Filips Gent definitief.
Maar Karel VI bleef geen kind: in 1388 bedankte de jonge koning zijn drie ooms voor de bewezen diensten en ging voortaan zonder hun wijze raad regeren. Een woedende Filips snauwde zijn neef cynisch toe: De koning is jong! De tijd zal komen dat degenen die hem raad geven, berouw zullen hebben van hun beslissing - en dat geldt ook voor de koning! Vier jaar later zou hij gelijk krijgen.
Toen Lodewijk van Male in 1384 overleed, werd Filips ook graaf van Vlaanderen (met inbegrip van het markgraafschap Antwerpen en de stad Mechelen) alsook van het graafschap Artesië, Nevers en Rethel. Op de Franche-Comté had hij al eerder zijn hand weten te leggen. Daarmee was de basis gelegd voor een machtige bufferstaat tussen Frankrijk en het Heilig Roomse Rijk: een Bourgondisch rijk dat zich uitstrekte van Midden-Frankrijk tot de Noordzee. Dat bleek onder andere in 1396, toen zijn zoon Jan zonder Vrees deelnam aan de “Kruistocht van Nikópolis” tegen de Osmaanse Turken die het koninkrijk Hongarije bedreigden. De kruistocht werd een fiasco: Jan werd gevangengenomen op 25 september, en de hertog van Bourgondië moest losgeld neertellen om zijn zoon weer vrij te krijgen. De Turken meenden zelfs dat zij de “zoon van de koning van Vlaanderen” gegijzeld hielden.
Filips probeerde op verscheidene manieren zijn gezag nog uit te breiden naar de aangrenzende gewesten. In 1385, tijdens het Dubbelhuwelijk van Kamerijk, werd het huwelijk gesloten van zijn kinderen Margaretha en Jan met respectievelijk graaf Willem VI van Holland en Margaretha van Beieren, die de kinderen waren van Albrecht van Beieren (1389-1404), graaf van Holland, Zeeland en Henegouwen. In 1390 wist hij bovendien de kinderloze hertogin Johanna van Brabant (1355-1406) ertoe te bewegen het hertogdom Brabant en Limburg af te staan aan haar nicht (en Filips echtgenote) Margaretha van Male. De Staten van Brabant namen met deze overeenkomst geen genoegen, maar moesten uiteindelijk wel aanvaarden dat Filips' tweede zoon Anton van Bourgondië als opvolger van Johanna werd aangesteld. In hetzelfde jaar kocht Filips ook nog het graafschap Charolais.
Een tweede kans om zich met het koninklijke gezag te Parijs te gaan bemoeien kreeg hij onverwacht in 1392, vier jaar later, toen koning Karel VI ten prooi viel aan een geestesziekte. Wederom nam Filips de Stoute het regentschap over Frankrijk op zich. Intussen zorgde hij er voor, in zijn hoedanigheid van graaf van Vlaanderen, dat hij Engeland, dat nog altijd met Frankrijk in de Honderdjarige Oorlog verwikkeld was, niet al te zeer van zich vervreemdde. Vlaanderen was met zijn wolproductie economisch erg afhankelijk van Engeland. In 1396 wist Filips een overeenkomst te sluiten waarbij vrij handelsverkeer tussen Engeland en Vlaanderen werd toegestaan.
Binnen zijn eigen gewesten liet Filips de plaatselijke bestuursinstellingen bestaan - dit tot grote vreugde van de Vlaamse steden - maar maakte ze ondergeschikt aan door hem ingestelde, centrale regeringsorganen. In 1385 benoemde hij voor het dagelijks bestuur over zijn gebieden een kanselier, Johannes Canard (ca. 1350-1407), die werd bijgestaan door een hofraad. Kanselier Canard bleef in functie tot 1405 en fungeerde als Filips' rechterhand. In 1386 richtte de hertog van Bourgondië in Rijsel (voor de noordelijke gebieden) en in Dijon (voor de zuidelijke gebieden) een Rekenkamer in voor de financiële administratie, evenals een Raadkamer, een soort hof van beroep dat vonnissen van de plaatselijke rechtbanken kon vernietigen.
Intussen werd Filips de Stoute, hertog van Bourgondië, een dagje ouder. Zijn opvolging was verzekerd en zijn persoonlijk bezit voortdurend gegroeid. In het besef dat zijn taak in het ondermaanse spoedig ten einde zou lopen, begon hij schikkingen te treffen voor zijn begrafenis. In 1383 gebood hij de bouw van het Kartuizersklooster van Champmol (bij Dijon), waar hij een koninklijk mausoleum voor zichzelf en zijn geslacht voorzag. Dit schitterende geheel werd door de beste kunstenaars uit die tijd gerealiseerd.
In Brussel was ook zijn tante, hertogin Johanna van Brabant, een oude vrouw geworden. Zij verzocht haar erfgenaam Anton onverwijld naar Brabant af te reizen om de laatste administratieve formaliteiten voor haar opvolging te regelen. Filips de Stoute wilde persoonlijk assisteren en vertrok samen met zijn drie zonen naar Brussel, waar ze aankwamen op 16 april 1404. Nog dezelfde avond organiseerde de hertog een “Bourgondisch” feestmaal waarop alle edellieden van de Nederlanden waren uitgenodigd. Een kwalijke griep woedde echter in Brabant en ook de vermoeide Filips de Stoute raakte besmet. De hertog voelde zich verzwakken en wilde zo snel mogelijk vertrekken: als hij toch moet sterven, dan liever in Dijon. Een reiswagen met ligbed werd klaargemaakt en op zaterdag 26 april vertrok het gezelschap uit Brussel. Boeren uit de buurt werkten de hele nacht door om zo veel mogelijk hindernissen uit de weg te ruimen voor de zieke hertog. Filips moest uiteraard voorbij Halle, waar hij het vermaarde Mariabeeld voor het herstel van zijn gezondheid wilde aanbidden. Maar zijn toestand ging snel achteruit en in de ochtend van zondag 27 april gaf hij de geest. Justus Lipsius schreef, zonder bronvermelding, dat hij stierf “in de Burcht, waar hij ook vroeger meer dan eens had verbleven”, maar voegde er volledigheidshalve ook aan toe dat hij bij de kroniekschrijver Jean Froissart vond dat het in de herberg “Het Hert” gebeurde, vlak tegenover de kerk.
Het plotse overlijden van Filips de Stoute bracht het reisgezelschap enigszins in verlegenheid. De hertog bleek namelijk niet genoeg geld bij zich te hebben om de lopende onkosten te betalen. Zijn zonen moesten tafelzilver verpanden en zijn weduwe Margareta legde beschaamd haar beurs, sleutelbos en gordel neer op de lijkkist, een symbolisch gebaar waarmee zij afstand deed van haar rechten op zijn aardse bezittingen. De Halse middenstanders verkozen wijselijk eieren voor hun geld. Uiteindelijk waren de kartuizers van Herne bereid een habijt te bezorgen, waarin Filips begraven wenste te worden. Na zijn dood werd zijn lichaam naar Brussel overgebracht waar men zijn lichaam gedurende enkele weken voorbereidde en het balsemde. Vervolgens werd het lichaam van Filips de Stoute, stichter van de Bourgondische Valoisdynastie en een van de machtigste vorsten van Frankrijk, begraven in de crypte van het kartuizersklooster van Champmol. Tot de Franse Revolutie zou hij daar rusten in de weelderige tombe die hij had besteld bij Claus Sluter, tot heden gerekend tot een der mooiste verwezenlijkingen van de Bourgondische kunst. Zijn gebalsemde hart werd bijgezet in de Basiliek van Saint-Denis bij Parijs en zijn ingewanden werden begraven in de crypte van de Sint-Martinusbasiliek te Halle. Sinds 1827 is het praalgraf overgebracht naar het Paleis van de hertogen van Bourgondië, waar het Museum voor Schone Kunsten huist.

## Kwartierstaat (voorouders)
| Karel van Valois (1270-1325)      | Karel van Valois (1270-1325)      | Karel van Valois (1270-1325)      | Karel van Valois (1270-1325)      | Karel van Valois (1270-1325)        | Karel van Valois (1270-1325)        | Margaretha van Anjou (1273-1299)    | Margaretha van Anjou (1273-1299)    | Margaretha van Anjou (1273-1299)    | Margaretha van Anjou (1273-1299)    | Margaretha van Anjou (1273-1299) | Margaretha van Anjou (1273-1299) |                                  |                                  | Robert II van Bourgondië (1248-1306) | Robert II van Bourgondië (1248-1306) | Robert II van Bourgondië (1248-1306) | Robert II van Bourgondië (1248-1306) | Robert II van Bourgondië (1248-1306) | Robert II van Bourgondië (1248-1306) | Agnes Capet (1260-1325)            | Agnes Capet (1260-1325)            | Agnes Capet (1260-1325) | Agnes Capet (1260-1325) | Agnes Capet (1260-1325)      | Agnes Capet (1260-1325)      |                              |                              | Keizer Hendrik VII (1274-1313) | Keizer Hendrik VII (1274-1313) | Keizer Hendrik VII (1274-1313) | Keizer Hendrik VII (1274-1313) | Keizer Hendrik VII (1274-1313)    | Keizer Hendrik VII (1274-1313)    | Margaretha van Brabant (1276-1311) | Margaretha van Brabant (1276-1311) | Margaretha van Brabant (1276-1311) | Margaretha van Brabant (1276-1311) | Margaretha van Brabant (1276-1311) | Margaretha van Brabant (1276-1311) |                                 |                                 | Wenceslaus II van Bohemen (1271-1305) | Wenceslaus II van Bohemen (1271-1305) | Wenceslaus II van Bohemen (1271-1305) | Wenceslaus II van Bohemen (1271-1305) | Wenceslaus II van Bohemen (1271-1305) | Wenceslaus II van Bohemen (1271-1305) | Judith van Habsburg (1271-1297)     | Judith van Habsburg (1271-1297)     | Judith van Habsburg (1271-1297)    | Judith van Habsburg (1271-1297)    | Judith van Habsburg (1271-1297)    | Judith van Habsburg (1271-1297)    |  |  |  |  |  |  |  |  |  |  |  |  |  |  |  |  |  |  |  |  |  |  |  |  |  |  |  |  |  |  |  |  |  |  |  |  |  |  |  |  |  |  |  |  |  |  |  |  |
| Karel van Valois (1270-1325)      | Karel van Valois (1270-1325)      | Karel van Valois (1270-1325)      | Karel van Valois (1270-1325)      | Karel van Valois (1270-1325)        | Karel van Valois (1270-1325)        | Margaretha van Anjou (1273-1299)    | Margaretha van Anjou (1273-1299)    | Margaretha van Anjou (1273-1299)    | Margaretha van Anjou (1273-1299)    | Margaretha van Anjou (1273-1299) | Margaretha van Anjou (1273-1299) |                                  |                                  | Robert II van Bourgondië (1248-1306) | Robert II van Bourgondië (1248-1306) | Robert II van Bourgondië (1248-1306) | Robert II van Bourgondië (1248-1306) | Robert II van Bourgondië (1248-1306) | Robert II van Bourgondië (1248-1306) | Agnes Capet (1260-1325)            | Agnes Capet (1260-1325)            | Agnes Capet (1260-1325) | Agnes Capet (1260-1325) | Agnes Capet (1260-1325)      | Agnes Capet (1260-1325)      |                              |                              | Keizer Hendrik VII (1274-1313) | Keizer Hendrik VII (1274-1313) | Keizer Hendrik VII (1274-1313) | Keizer Hendrik VII (1274-1313) | Keizer Hendrik VII (1274-1313)    | Keizer Hendrik VII (1274-1313)    | Margaretha van Brabant (1276-1311) | Margaretha van Brabant (1276-1311) | Margaretha van Brabant (1276-1311) | Margaretha van Brabant (1276-1311) | Margaretha van Brabant (1276-1311) | Margaretha van Brabant (1276-1311) |                                 |                                 | Wenceslaus II van Bohemen (1271-1305) | Wenceslaus II van Bohemen (1271-1305) | Wenceslaus II van Bohemen (1271-1305) | Wenceslaus II van Bohemen (1271-1305) | Wenceslaus II van Bohemen (1271-1305) | Wenceslaus II van Bohemen (1271-1305) | Judith van Habsburg (1271-1297)     | Judith van Habsburg (1271-1297)     | Judith van Habsburg (1271-1297)    | Judith van Habsburg (1271-1297)    | Judith van Habsburg (1271-1297)    | Judith van Habsburg (1271-1297)    |  |  |  |  |  |  |  |  |  |  |  |  |  |  |  |  |  |  |  |  |  |  |  |  |  |  |  |  |  |  |  |  |  |  |  |  |  |  |  |  |  |  |  |  |  |  |  |  |
|                                   |                                   |                                   |                                   |                                     |                                     |                                     |                                     |                                     |                                     |                                  |                                  |                                  |                                  |                                      |                                      |                                      |                                      |                                      |                                      |                                    |                                    |                         |                         |                              |                              |                              |                              |                                |                                |                                |                                |                                   |                                   |                                    |                                    |                                    |                                    |                                    |                                    |                                 |                                 |                                       |                                       |                                       |                                       |                                       |                                       |                                     |                                     |                                    |                                    |                                    |                                    |  |  |  |  |  |  |  |  |  |  |  |  |  |  |  |  |  |  |  |  |  |  |  |  |  |  |  |  |  |  |  |  |  |  |  |  |  |  |  |  |  |  |  |  |  |  |  |  |
|                                   |                                   |                                   |                                   | Filips VI van Frankrijk (1293-1350) | Filips VI van Frankrijk (1293-1350) | Filips VI van Frankrijk (1293-1350) | Filips VI van Frankrijk (1293-1350) | Filips VI van Frankrijk (1293-1350) | Filips VI van Frankrijk (1293-1350) |                                  |                                  |                                  |                                  |                                      |                                      | Johanna van Bourgondië (1293-1349)   | Johanna van Bourgondië (1293-1349)   | Johanna van Bourgondië (1293-1349)   | Johanna van Bourgondië (1293-1349)   | Johanna van Bourgondië (1293-1349) | Johanna van Bourgondië (1293-1349) |                         |                         |                              |                              |                              |                              |                                |                                |                                |                                | Jan de Blinde (1296-1346)         | Jan de Blinde (1296-1346)         | Jan de Blinde (1296-1346)          | Jan de Blinde (1296-1346)          | Jan de Blinde (1296-1346)          | Jan de Blinde (1296-1346)          |                                    |                                    |                                 |                                 |                                       |                                       | Elisabeth I van Bohemen (1292-1330)   | Elisabeth I van Bohemen (1292-1330)   | Elisabeth I van Bohemen (1292-1330)   | Elisabeth I van Bohemen (1292-1330)   | Elisabeth I van Bohemen (1292-1330) | Elisabeth I van Bohemen (1292-1330) |                                    |                                    |                                    |                                    |  |  |  |  |  |  |  |  |  |  |  |  |  |  |  |  |  |  |  |  |  |  |  |  |  |  |  |  |  |  |  |  |  |  |  |  |  |  |  |  |  |  |  |  |  |  |  |  |
|                                   |                                   |                                   |                                   | Filips VI van Frankrijk (1293-1350) | Filips VI van Frankrijk (1293-1350) | Filips VI van Frankrijk (1293-1350) | Filips VI van Frankrijk (1293-1350) | Filips VI van Frankrijk (1293-1350) | Filips VI van Frankrijk (1293-1350) |                                  |                                  |                                  |                                  |                                      |                                      | Johanna van Bourgondië (1293-1349)   | Johanna van Bourgondië (1293-1349)   | Johanna van Bourgondië (1293-1349)   | Johanna van Bourgondië (1293-1349)   | Johanna van Bourgondië (1293-1349) | Johanna van Bourgondië (1293-1349) |                         |                         |                              |                              |                              |                              |                                |                                |                                |                                | Jan de Blinde (1296-1346)         | Jan de Blinde (1296-1346)         | Jan de Blinde (1296-1346)          | Jan de Blinde (1296-1346)          | Jan de Blinde (1296-1346)          | Jan de Blinde (1296-1346)          |                                    |                                    |                                 |                                 |                                       |                                       | Elisabeth I van Bohemen (1292-1330)   | Elisabeth I van Bohemen (1292-1330)   | Elisabeth I van Bohemen (1292-1330)   | Elisabeth I van Bohemen (1292-1330)   | Elisabeth I van Bohemen (1292-1330) | Elisabeth I van Bohemen (1292-1330) |                                    |                                    |                                    |                                    |  |  |  |  |  |  |  |  |  |  |  |  |  |  |  |  |  |  |  |  |  |  |  |  |  |  |  |  |  |  |  |  |  |  |  |  |  |  |  |  |  |  |  |  |  |  |  |  |
|                                   |                                   |                                   |                                   |                                     |                                     |                                     |                                     |                                     |                                     | Jan II van Frankrijk (1319-1364) | Jan II van Frankrijk (1319-1364) | Jan II van Frankrijk (1319-1364) | Jan II van Frankrijk (1319-1364) | Jan II van Frankrijk (1319-1364)     | Jan II van Frankrijk (1319-1364)     |                                      |                                      |                                      |                                      |                                    |                                    |                         |                         |                              |                              |                              |                              |                                |                                |                                |                                |                                   |                                   |                                    |                                    |                                    |                                    | Bonne van Luxemburg (1315-1349)    | Bonne van Luxemburg (1315-1349)    | Bonne van Luxemburg (1315-1349) | Bonne van Luxemburg (1315-1349) | Bonne van Luxemburg (1315-1349)       | Bonne van Luxemburg (1315-1349)       |                                       |                                       |                                       |                                       |                                     |                                     |                                    |                                    |                                    |                                    |  |  |  |  |  |  |  |  |  |  |  |  |  |  |  |  |  |  |  |  |  |  |  |  |  |  |  |  |  |  |  |  |  |  |  |  |  |  |  |  |  |  |  |  |  |  |  |  |
|                                   |                                   |                                   |                                   |                                     |                                     |                                     |                                     |                                     |                                     | Jan II van Frankrijk (1319-1364) | Jan II van Frankrijk (1319-1364) | Jan II van Frankrijk (1319-1364) | Jan II van Frankrijk (1319-1364) | Jan II van Frankrijk (1319-1364)     | Jan II van Frankrijk (1319-1364)     |                                      |                                      |                                      |                                      |                                    |                                    |                         |                         |                              |                              |                              |                              |                                |                                |                                |                                |                                   |                                   |                                    |                                    |                                    |                                    | Bonne van Luxemburg (1315-1349)    | Bonne van Luxemburg (1315-1349)    | Bonne van Luxemburg (1315-1349) | Bonne van Luxemburg (1315-1349) | Bonne van Luxemburg (1315-1349)       | Bonne van Luxemburg (1315-1349)       |                                       |                                       |                                       |                                       |                                     |                                     |                                    |                                    |                                    |                                    |  |  |  |  |  |  |  |  |  |  |  |  |  |  |  |  |  |  |  |  |  |  |  |  |  |  |  |  |  |  |  |  |  |  |  |  |  |  |  |  |  |  |  |  |  |  |  |  |
|                                   |                                   |                                   |                                   |                                     |                                     |                                     |                                     |                                     |                                     |                                  |                                  |                                  |                                  |                                      |                                      |                                      |                                      |                                      |                                      |                                    |                                    |                         |                         |                              |                              |                              |                              |                                |                                |                                |                                |                                   |                                   |                                    |                                    |                                    |                                    |                                    |                                    |                                 |                                 |                                       |                                       |                                       |                                       |                                       |                                       |                                     |                                     |                                    |                                    |                                    |                                    |  |  |  |  |  |  |  |  |  |  |  |  |  |  |  |  |  |  |  |  |  |  |  |  |  |  |  |  |  |  |  |  |  |  |  |  |  |  |  |  |  |  |  |  |  |  |  |  |
|                                   |                                   |                                   |                                   |                                     |                                     |                                     |                                     |                                     |                                     |                                  |                                  |                                  |                                  |                                      |                                      |                                      |                                      |                                      |                                      |                                    |                                    |                         |                         |                              |                              |                              |                              |                                |                                |                                |                                |                                   |                                   |                                    |                                    |                                    |                                    |                                    |                                    |                                 |                                 |                                       |                                       |                                       |                                       |                                       |                                       |                                     |                                     |                                    |                                    |                                    |                                    |  |  |  |  |  |  |  |  |  |  |  |  |  |  |  |  |  |  |  |  |  |  |  |  |  |  |  |  |  |  |  |  |  |  |  |  |  |  |  |  |  |  |  |  |  |  |  |  |
| Karel V van Frankrijk (1338-1380) | Karel V van Frankrijk (1338-1380) | Karel V van Frankrijk (1338-1380) | Karel V van Frankrijk (1338-1380) | Karel V van Frankrijk (1338-1380)   | Karel V van Frankrijk (1338-1380)   |                                     |                                     | Lodewijk I van Anjou (1339-1384)    | Lodewijk I van Anjou (1339-1384)    | Lodewijk I van Anjou (1339-1384) | Lodewijk I van Anjou (1339-1384) | Lodewijk I van Anjou (1339-1384) | Lodewijk I van Anjou (1339-1384) |                                      |                                      | Jan van Berry (1340-1416)            | Jan van Berry (1340-1416)            | Jan van Berry (1340-1416)            | Jan van Berry (1340-1416)            | Jan van Berry (1340-1416)          | Jan van Berry (1340-1416)          |                         |                         | Filips de Stoute (1342-1404) | Filips de Stoute (1342-1404) | Filips de Stoute (1342-1404) | Filips de Stoute (1342-1404) | Filips de Stoute (1342-1404)   | Filips de Stoute (1342-1404)   |                                |                                | Johanna van Frankrijk (1343-1373) | Johanna van Frankrijk (1343-1373) | Johanna van Frankrijk (1343-1373)  | Johanna van Frankrijk (1343-1373)  | Johanna van Frankrijk (1343-1373)  | Johanna van Frankrijk (1343-1373)  |                                    |                                    | Maria van Frankrijk (1344-1404) | Maria van Frankrijk (1344-1404) | Maria van Frankrijk (1344-1404)       | Maria van Frankrijk (1344-1404)       | Maria van Frankrijk (1344-1404)       | Maria van Frankrijk (1344-1404)       |                                       |                                       | Isabella van Frankrijk (1348-1372)  | Isabella van Frankrijk (1348-1372)  | Isabella van Frankrijk (1348-1372) | Isabella van Frankrijk (1348-1372) | Isabella van Frankrijk (1348-1372) | Isabella van Frankrijk (1348-1372) |  |  |  |  |  |  |  |  |  |  |  |  |  |  |  |  |  |  |  |  |  |  |  |  |  |  |  |  |  |  |  |  |  |  |  |  |  |  |  |  |  |  |  |  |  |  |  |  |